# Arne Brustad

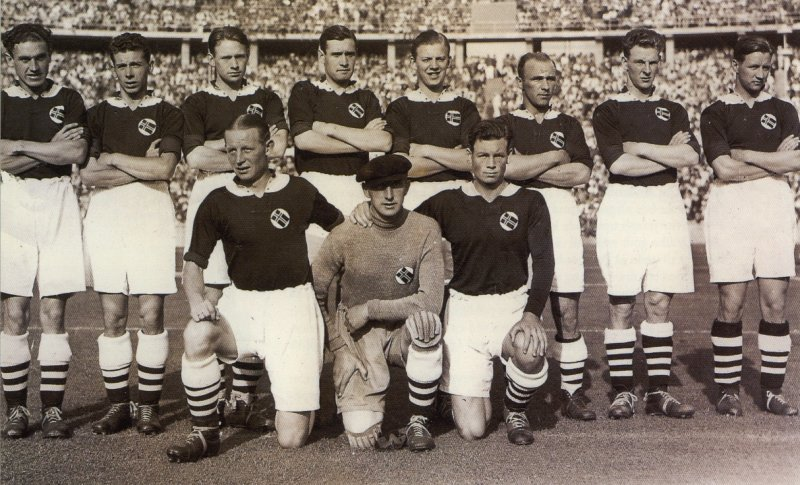
Imatge del jugador (el primer per l'esquerra) l'any 1936.

Arne Brustad (Oslo, 14 d'abril de 1912 - Oslo, 22 d'agost de 1987) fou un futbolista noruec de les dècades de 1930 i 1940.
Disputà 33 partits amb la selecció de futbol de Noruega, amb la qual guanyà la medalla de bronze als Jocs Olímpics de 1936 i participà en el Mundial de 1938. Tota la seva carrera la va viure al Lyn, guanyant la copa noruega els anys 1945 i 1946.